# Katerynopil
Katerynopil (ukrainisch Катеринопіль; russisch Катеринополь/Katerinopol, polnisch früher Kalnibłoty) ist eine Siedlung städtischen Typs in der Oblast Tscherkassy mitten in der Ukraine.
Der Ort war bis Juli 2020 das Zentrum des gleichnamigen Rajons Katerynopil und liegt am Hnylyj Tikytsch.
Er wurde 1568 zum ersten Mal schriftlich erwähnt, es siedelten hier Kosaken. Diese nahmen am Chmelnyzkyj-Aufstand teil.
Bis 1793 lag der Ort in der Adelsrepublik Polen, danach kam er zum Russischen Reich, dabei wurde der Ort 1795 in Jekaterinopol bzw. später Katerynopil/Katerinpol umbenannt.
Nach einer Verwaltungsreform 1923 wurde Katerynopil das Zentrum eines neu geschaffenen Rajons, seit 1965 hat der Ort auch den Status einer Siedlung städtischen Typs.

## Verwaltungsgliederung
Am 12. Juni 2020 wurde die Siedlung zum Zentrum der neugegründeten Siedlungsgemeinde Katerynopil (ukrainisch Катеринопільська селищна громада/Katerynopilska selyschtschna hromada), zu dieser zählen auch die 19 in der untenstehenden Tabelle aufgelisteten Dörfer sowie die Ansiedlung Nowoukrajinka, bis dahin bildete sie die gleichnamige Siedlungsratsgemeinde Katerynopil (Катеринопільська селищна рада/Katerynopilska selyschtschna rada) im Nordwesten des Rajons Katerynopil.
Am 17. Juli 2020 kam es im Zuge einer großen Rajonsreform zum Anschluss des Rajonsgebietes an den Rajon Swenyhorodka.
Folgende Orte sind neben dem Hauptort Katerynopil Teil der Gemeinde:
| Name                     | Name         | Name                              |
| ukrainisch transkribiert | ukrainisch   | russisch                          |
| ------------------------ | ------------ | --------------------------------- |
| Brodezke                 | Бродецьке    | Бродецкое (Brodezkoje)            |
| Hontscharycha            | Гончариха    | Гончариха (Gontscharicha)         |
| Hruschkiwka              | Грушківка    | Грушковка (Gruschkowa)            |
| Huljajpole               | Гуляйполе    | Гуляйполе (Guljaipole)            |
| Jampil                   | Ямпіль       | Ямполь (Jampol)                   |
| Kajtaniwka               | Кайтанівка   | Кайтановка (Kaitanowka)           |
| Kobyljanka               | Кобилянка    | Кобылянка                         |
| Lukiwka                  | Луківка      | Луковка (Lukowka)                 |
| Lyssytscha Balka         | Лисича Балка | Лисичья Балка (Lissitschja Balka) |
| Nowoselyzja              | Новоселиця   | Новоселица (Nowoseliza)           |
| Nowoukrajinka            | Новоукраїнка | Новоукраинка (Nowoukrainka)       |
| Paltschyk                | Пальчик      | Пальчик (Paltschik)               |
| Petrakiwka               | Петраківка   | Петраковка (Petrakowka)           |
| Potoky                   | Потоки       | Потоки (Potoki)                   |
| Romejkowo                | Ромейково    | Ромейково (Romeikowo)             |
| Rossochuwatka            | Розсохуватка | Рассоховатка (Rassochowatka)      |
| Schostakowe              | Шостакове    | Шестаково (Schestakowo)           |
| Stijkowe                 | Стійкове     | Стойково (Stoikowo)               |
| Werbowez                 | Вербовець    | Вербовец                          |
| Wiknyne                  | Вікнине      | Окнино (Oknino)                   |

## Personen, die im Ort geboren wurden
- Jurij Kossjuk (* 1968), Unternehmer und Oligarch